# Rondeletia vacciniifolia
Rondeletia vacciniifolia är en måreväxtart som beskrevs av Nathaniel Lord Britton. Rondeletia vacciniifolia ingår i släktet Rondeletia och familjen måreväxter. Inga underarter finns listade i Catalogue of Life.